# Julia Cencig

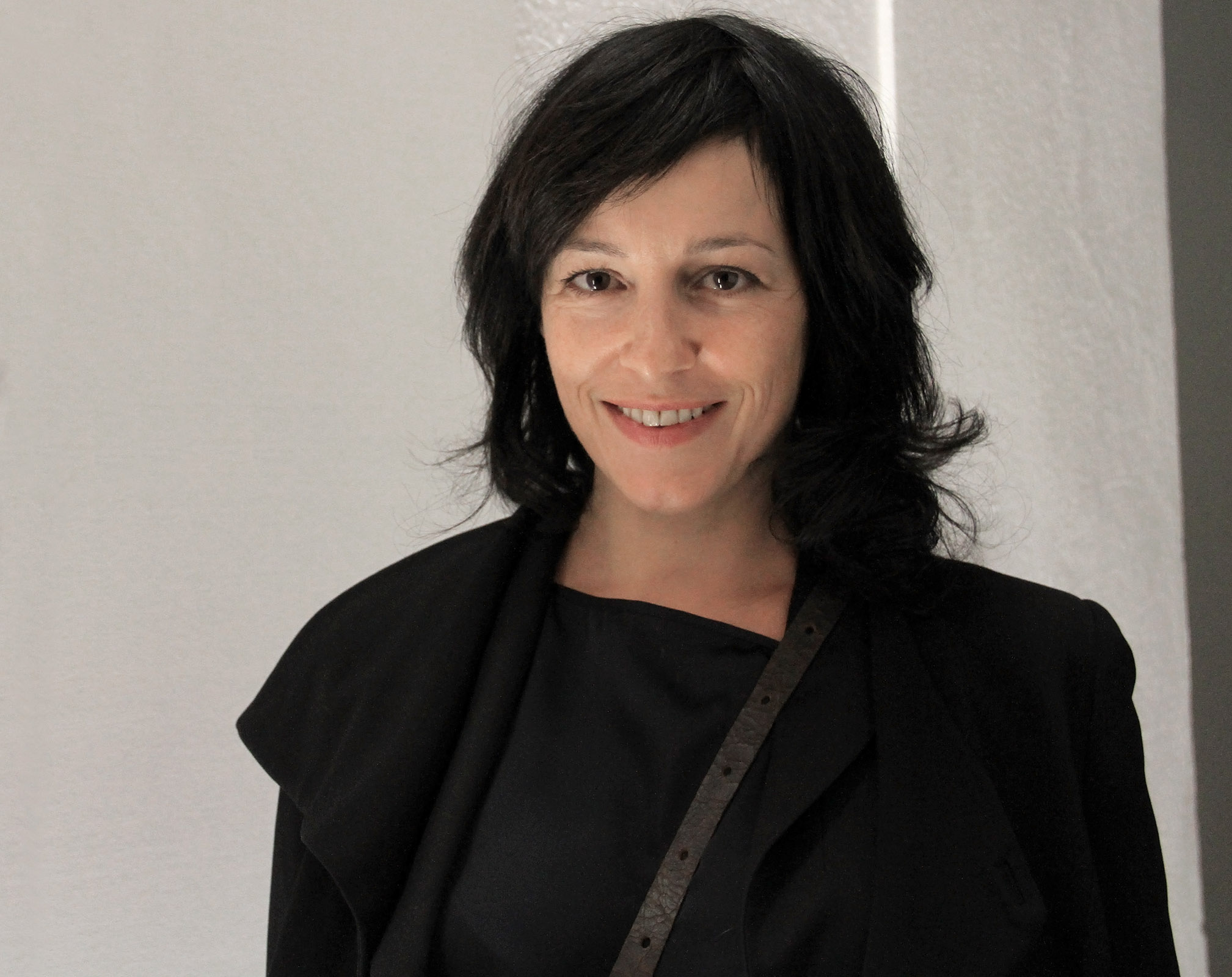
Julia Cencig (Wien 2012)

Julia Cencig [tʃentʃit͡ɕ] (* 18. September 1972 in Salzburg) ist eine österreichische Schauspielerin.

## Leben und Karriere
Julia Cencig wuchs mit drei Brüdern und einer Schwester im kärntnerischen Völkermarkt auf. Hier besuchte sie die Volksschule und von 1982 bis 1990 das Bundesgymnasium und Bundesrealgymnasium Völkermarkt, das sie 1990 mit der Matura beendete. Anschließend absolvierte sie zwei Semester Romanistik an der Universität Wien. Von 1992 bis 1995 besuchte sie die Schauspielschule am Volkstheater Wien, die sie mit Auszeichnung abschloss.
Im Jahr 2003 spielte sie die Lulu am Volkstheater Wien, wofür sie für den Nestroy-Preis als bester Nachwuchs nominiert wurde. Bei den Schlossfestspielen Kobersdorf spielte sie 2006 in der Dreigroschenoper die Polly. Weitere Theaterengagements hatte sie u. a. am Schauspielhaus Graz, am Stadttheater Klagenfurt und bei den Vereinigten Bühnen Bozen.
Neben ihren zahlreichen Theaterproduktionen spielte Julia Cencig auch in mehreren Serien mit, z. B. Medicopter 117; mit dieser Rolle wurde sie auch einem größeren Publikum bekannt. Weitere Serienrollen hatte sie u. a. in Schnell ermittelt (2010–2012), Vitasek? (2010) und Der Alte (2011). Auch in Filmen war sie zu sehen, so z. B. in Arabesken um Frosch.
Im Februar 2014 wurde bekanntgegeben, dass sie Nachfolgerin von Kristina Sprenger in der ORF-Serie SOKO Kitzbühel wird. Die 14. Staffel mit Julia Cencig in der weiblichen Hauptrolle wurde von April bis Oktober 2014 gedreht, die Ausstrahlung erfolgte ab dem 24. Februar 2015. Von März bis April 2025 nahm sie an der 16. Staffel von Dancing Stars teil, schied allerdings bereits in der vierten Sendung aus.

## Privates
Julia Cencig ist Mutter zweier Töchter und lebt in Wien und Völkermarkt. Ab 2016 war sie mit ihrer Jugendliebe Reinhard liiert. In einem Interview im Juli 2024 erklärte sie, in keiner Beziehung zu sein und bestätigte die bereits eineinhalb Jahre zurückliegende Trennung.

## Filmografie (Auswahl)
- 1994: Etwas am Herzen (Fernsehfilm)
- 1995: Ein Anfang von Etwas (Fernsehfilm)
- 1999: Medicopter 117 – Jedes Leben zählt (Fernsehserie, Folge Blinder Alarm)
- 2001: Kommissar Rex (Fernsehserie, Folge Der schöne Tod)
- 2001–2006: Schlosshotel Orth (Fernsehserie)
- 2002–2007: Medicopter 117 – Jedes Leben zählt (Fernsehserie)
- 2006: Heute heiratet mein Mann (Fernsehfilm)
- 2006: Kronprinz Rudolfs letzte Liebe (Fernsehfilm)
- 2006: Das Weihnachts-Ekel (Fernsehfilm)
- 2007: Muttis Liebling (Fernsehfilm)
- 2008: Engelskind (Kurzfilm)
- 2008: Lilly Schönauer – Für immer und einen Tag (Fernsehreihe)
- 2010: Todespolka
- 2010: Die Mutprobe (Fernsehfilm)
- 2010: Vitasek? (Fernsehserie)
- 2010–2012: Schnell ermittelt (Fernsehserie)
- 2011: Das Glück dieser Erde (Fernsehserie)
- 2011: Das Mädchen auf dem Meeresgrund
- 2011: Der Alte (Fernsehserie, Folge Die Maske des Bösen)
- 2011: Der Bergdoktor (Fernsehserie, vier Folgen)
- 2011: Nur der Berg kennt die Wahrheit
- 2011: Der Wettbewerb (Fernsehfilm)
- 2012: Die Rosenheim-Cops (Fernsehserie, Folge Eine Überraschung für Mohr)
- 2012: Die Lottosieger (Fernsehserie, 5 Folgen)
- 2013: Im weißen Rössl – Wehe Du singst!
- 2013: Landkrimi – Steirerblut (Fernsehreihe)
- 2014: Die Kraft, die Du mir gibst (Fernsehfilm)
- 2014: Der Kriminalist (Fernsehserie, Folge Luna ist tot)
- 2014: Die Bergretter (Fernsehserie, Folge  Das fremde Mädchen)
- 2015–2021: SOKO Kitzbühel (Fernsehserie, 94 Folgen)
- 2017: Harri Pinter, Drecksau
- 2019: Tatort – Baum fällt (Fernsehreihe)
- 2022: Die Toten vom Bodensee – Das zweite Gesicht (Fernsehreihe)
- 2022: Blind ermittelt – Tod im Prater (Fernsehreihe)
- 2023: Landkrimi – Immerstill (Fernsehreihe)
- 2024: SOKO Linz – Unter Schock (Fernsehserie)
- 2025: Landkrimi – Acht (Fernsehreihe)

## Auszeichnungen
- 2001: Karl-Skraup-Preis – Beste Nachwuchsschauspielerin
- 2003: Nominierung für den Nestroy-Theaterpreis in der Kategorie „Bester Nachwuchs“ als Lulu in Lulu am Volkstheater (Wien)
- 2016: Nominierung ROMY – beliebteste Schauspielerin Serie